# Danny Kent
 (mai 2018).
Si vous disposez d'ouvrages ou d'articles de référence ou si vous connaissez des sites web de qualité traitant du thème abordé ici, merci de compléter l'article en donnant les références utiles à sa vérifiabilité et en les liant à la section « Notes et références ».
Pour les articles homonymes, voir Kent (homonymie).
Danny Kent (né le 25 novembre 1993 à Chippenham) est un pilote de vitesse moto anglais.

## Résultats
- 2001 - Welsh Minimoto - Début et première victoire.
- 2010 - Red Bull MotoGP Rookies Cup - 2e place au classement final.

## Palmarès

### Victoire en Moto3: 8
| Année | Lieu du Grand Prix                           | Circuit                       | Ville                |
| ----- | -------------------------------------------- | ----------------------------- | -------------------- |
| 2012  | Grand Prix moto du Japon                     | Circuit de Motegi             | Motegi               |
| 2012  | Grand Prix moto de la Communauté valencienne | Circuit de Valence            | Valence              |
| 2015  | Grand Prix moto des Amériques                | Circuit des Amériques         | Comté de Travis      |
| 2015  | Grand Prix moto d'Argentine                  | Autódromo Termas de Río Hondo | Santiago del Estero  |
| 2015  | Grand Prix moto d'Espagne                    | Circuit permanent de Jerez    | Jerez de la Frontera |
| 2015  | Grand Prix moto de Catalogne                 | Circuit de Catalogne          | Barcelone            |
| 2015  | Grand Prix moto d'Allemagne                  | Sachsenring                   | Hohenstein-Ernstthal |
| 2015  | Grand Prix moto de Grande-Bretagne           | Circuit de Silverstone        | Silverstone          |

## Carrière en Grand Prix moto

### Par saison
(Mise à jour après le  Grand Prix moto de la Communauté valencienne 2016)
| Saison | Catégorie | Moto      | Course | Victoire | Podium | Pole | Record du tour | Points | Classement final |
| ------ | --------- | --------- | ------ | -------- | ------ | ---- | -------------- | ------ | ---------------- |
| 2010   | 125 cm3   | Honda     | 1      | 0        | 0      | 0    | 0              | 0      | NC               |
| 2010   | 125 cm3   | Lambretta | 5      | 0        | 0      | 0    | 0              | 0      | NC               |
| 2011   | 125 cm3   | Aprilia   | 17     | 0        | 0      | 0    | 0              | 82     | 11e              |
| 2012   | Moto3     | KTM       | 17     | 2        | 3      | 1    | 1              | 154    | 4e               |
| 2013   | Moto2     | Tech 3    | 15     | 0        | 0      | 0    | 0              | 16     | 22e              |
| 2014   | Moto3     | Husqvarna | 18     | 0        | 2      | 1    | 0              | 129    | 8e               |
| 2015   | Moto3     | Honda     | 18     | 6        | 9      | 5    | 3              | 260    | 1er              |
| 2016   | Moto2     | Kalex     | 17     | 0        | 0      | 0    | 0              | 35     | 22e              |
| Total  | Total     | Total     | 108    | 8        | 14     | 7    | 4              | 676    |                  |

- saison en cours

### Par catégorie
(Mise à jour après le  Grand Prix moto de la Communauté valencienne 2016)
| Catégorie | Saison         | 1er Grand Prix | 1er podium   | 1er victoire | Course | Victoires | Podiums | Pole position | Record du tour | Points |
| --------- | -------------- | -------------- | ------------ | ------------ | ------ | --------- | ------- | ------------- | -------------- | ------ |
| 125 cm3   | 2010–2011      | GBR 2010       |              |              | 23     | 0         | 0       | 0             | 0              | 82     |
| Moto2     | 2013;2016      | QAT 2013       |              |              | 32     | 0         | 0       | 0             | 0              | 51     |
| Moto3     | 2012;2014–2015 | QAT 2012       | NED 2012     | JPN 2012     | 53     | 8         | 14      | 7             | 4              | 543    |
| Total     | 2010–Présent   | 2010–Présent   | 2010–Présent | 2010–Présent | 108    | 8         | 14      | 7             | 4              | 676    |

### Courses par année
(Les courses en gras indiquent une pole position ; les courses en italique indiquent un meilleur tour en course)
| Année | Catégorie | Moto      | 1      | 2       | 3       | 4       | 5       | 6      | 7       | 8       | 9       | 10      | 11     | 12     | 13      | 14      | 15      | 16      | 17      | 18    | classement final | Points |
| ----- | --------- | --------- | ------ | ------- | ------- | ------- | ------- | ------ | ------- | ------- | ------- | ------- | ------ | ------ | ------- | ------- | ------- | ------- | ------- | ----- | ---------------- | ------ |
| 2010  | 125 cm3   | Honda     | QAT    | SPA     | FRA     | ITA     | GBR Ret | NED    | CAT     | GER     | CZE     | IND     | RSM    | ARA    |         |         |         |         |         |       | NC               | 0      |
| 2010  | 125 cm3   | Lambretta |        |         |         |         |         |        |         |         |         |         |        |        | JPN Ret | MAL Ret | AUS 21  | POR NC  | VAL Ret |       | NC               | 0      |
| 2011  | 125 cm3   | Aprilia   | QAT 13 | SPA 4   | POR 15  | FRA 17  | CAT 11  | GBR 10 | NED 6   | ITA 15  | GER 9   | CZE Ret | IND 13 | RSM 6  | ARA 6   | JPN 9   | AUS 22  | MAL 10  | VAL 17  |       | 11e              | 82     |
| 2012  | Moto3     | KTM       | QAT 8  | SPA Ret | POR 8   | FRA Ret | CAT 20  | GBR 6  | NED 3   | GER Ret | ITA 5   | IND 12  | CZE 7  | RSM 12 | ARA 4   | JPN 1   | MAL 6   | AUS 5   | VAL 1   |       | 4e               | 154    |
| 2013  | Moto2     | Tech 3    | QAT 18 | AME 17  | ESP 26  | FRA 15  | ITA 21  | CAT 13 | NED 19  | ALL Ab. | IND 22  | CZE 12  | GBR 18 | RSM 18 | ARA 15  | MAL 12  | AUS 13  | JPN DNS | VAL     |       | 22e              | 16     |
| 2014  | Moto3     | Husqvarna | QAT 13 | AME 8   | ARG 9   | SPA 11  | FRA 13  | ITA 15 | CAT 17  | NED 8   | GER 5   | IND 12  | CZE 3  | GBR 9  | RSM 12  | ARA 3   | JPN 6   | AUS 20  | MAL 4   | VAL 4 | 129              | 8e     |
| 2015  | Moto3     | Honda     | QAT 3  | AME 1   | ARG 1   | SPA 1   | FRA 4   | ITA 2  | CAT 1   | NED 3   | GER 1   | IND 21  | CZE 7  | GBR 1  | RSM 6   | ARA Ab. | JPN 6   | AUS Ab. | MAL 7   | VAL 9 | 1re              | 260    |
| 2016  | Moto2     | Kalex     | QAT 6  | ARG 16  | AME Ab. | SPA Ab. | FRA 19  | ITA 14 | CAT Ab. | NED 14  | GER DNS | AUT 12  | CZE 7  | GBR 15 | RSM Ab. | ARA 29  | JPN Ab. | AUS Ab. | MAL 18  | VAL 9 | 22e              | 35     |